# Znęcanie się
Znęcanie się – występek skierowany przeciwko rodzinie i opiece, polegający na fizycznym lub psychicznym znęcaniu się nad osobą najbliższą lub nad inną osobą pozostającą w stałym lub przemijającym stosunku zależności od sprawcy albo małoletnim lub osobą nieporadną ze względu na jej stan psychiczny lub fizyczny. Do istoty przestępstwa należy przewaga sprawcy nad pokrzywdzonym, której nie może się on przeciwstawić. Dlatego nie jest możliwe wzajemne znęcanie się dwóch osób nad sobą w tym samym czasie (np. małżonków).
Najogólniej można znęcanie się określić jako przysparzanie innej osobie dotkliwych cierpień fizycznych i (lub) psychicznych. Najczęściej polega ono na naruszaniu nietykalności cielesnej i znieważaniu, lecz może być to także np. niszczenie własności pokrzywdzonego. Co do zasady dla uznania, że miało miejsce znęcanie się wymagana jest wielość zachowań sprawcy (przestępstwo zbiorowe). Oznacza to, że zwykle jednorazowe spowodowanie cierpień nie jest znęcaniem się (może natomiast być innym przestępstwem). Między poszczególnymi zachowaniami wchodzącymi w skład znęcania się może upłynąć dość dużo czasu, stąd niekiedy sądy rozstrzygające w sprawach o znęcanie się przyjmują, że miało ono miejsce np. „w okresie od maja 2000 r. do kwietnia 2004 r.”, i że tak rozciągnięte w czasie zachowanie jest jednym przestępstwem. Wyjątkowo można przyjąć, że jednorazowe spowodowanie dotkliwych cierpień stanowi przestępstwo znęcania się, lecz tylko wtedy, kiedy cierpienia były dotkliwe i rozciągnięte w czasie.
Znęcanie się należy do przestępstw ściganych z urzędu, czyli organy ścigania są zobowiązane do wszczęcia postępowania, gdy istnieje uzasadnione podejrzenie, ze doszło do przestępstwa. Do wszczęcia postępowania nie jest więc wymagana skarga osoby pokrzywdzonej.

## Typy kwalifikowane[3]
Kto znęca się fizycznie lub psychicznie nad osobą nieporadną ze względu na jej wiek, stan psychiczny lub fizyczny,
podlega karze pozbawienia wolności od 6 miesięcy do lat 8 (§ 1a). Jeżeli czyn zabroniony połączony jest ze stosowaniem szczególnego okrucieństwa, sprawca podlega karze pozbawienia wolności od roku do lat 10 (§ 2). Jeśli następstwem znęcania się jest targnięcie się pokrzywdzonego na własne życie, sprawca podlega karze pozbawienia wolności od lat 2 do 12 (§ 3). W tym ostatnim przypadku jest to przestępstwo kwalifikowane przez następstwo (skutkowe), a wina zachodzi w formie kombinowanej, bowiem sprawca nie chce ani nie godzi się na targnięcie pokrzywdzonego na własne życie (gdyby chciał albo się godził, popełniałby przestępstwo zabójstwa).

## Najważniejsze orzecznictwo
- uchwała SN z dnia 9 czerwca 1976 r., VI KZP 13/75, OSNKW z 1976, nr 7 – 8, poz. 86
- wyrok SN z dnia 4 czerwca 1990 r., V KRN 96/90, OSP z 1992 nr 4, poz. 70
- wyrok SN z dnia 27 lutego 2002 r., II KKN 17/00, OSNKW z 2002 nr 7-8, poz. 55